# Чуприна-Чехівський Олекса Мусійович
Олекса Чуприна-Чехівський (нар. 12 лютого 1889 — пом. 1955) — український співак (бас) та хоровий диригент. Вояк Дієвої Армії УНР.

## Життєпис
Народився 12 лютого за старим стилем 1889 року в селі Гороховатці на Київщині в родині священика Мусія Вікторовича Чехівського , брат Володимира та Миколи Чехівських, старшина Армії УНР.
У 1918 –1921 роках перебував з Українською Республіканською Капелею в турне Галичиною, Західною Європою. Після того, як капела припинила існування, концертував з групою 35 співаків у Німеччині й Іспанії (диригент Ю. Кириченко). Згодом у групі К. Миколайчука і з власним хором виступав у Франції (до 1949).
Помер у Абондані (Франція).